# Sainte-Euphémie-sur-Ouvèze
Sainte-Euphémie-sur-Ouvèze é uma comuna francesa na região administrativa de Auvérnia-Ródano-Alpes, no departamento de Drôme. Estende-se por uma área de 11,28 km². Em 2010 a comuna tinha 76 habitantes (densidade: 6,7 hab./km²).